# Pays de Morlaix
Le Pays de Morlaix, est un pôle d'équilibre territorial et rural situé au nord du Finistère, compte 61 communes sur 1 330,12 km2 et compte 128 782 habitants (2006). Entre le littoral de la Manche, au nord, et la ligne de crête des monts d’Arrée, au sud, le Pays de Morlaix, réalité géographique, culturelle, sociale et économique, s’appuie sur un riche passé historique. La baie de Morlaix, l'ouest du Trégor et l’est du Léon, les évêchés fondateurs (Léon et Tréguier), réunis depuis plus de deux cents ans, constituent l’assise de ce territoire du Haut-Finistère. Il possède le label Pays d'art et d'histoire.

## Administration
Il se compose de 60 communes regroupées en trois communautés :
- la communauté d'agglomération Morlaix Communauté (27 communes, 680 km2, 64 247 habitants) :
  - Botsorhel, Carantec, Le Cloître-Saint-Thégonnec, Garlan, Guerlesquin, Guimaëc, Henvic, Lanmeur, Lannéanou, Loc-Eguiner-Saint-Thégonnec, Locquénolé, Locquirec, Morlaix, Pleyber-Christ, Plouégat-Guérand, Plouégat-Moysan, Plouezoc'h, Plougasnou, Plougonven, Plouigneau, Plounéour-Ménez, Plourin-lès-Morlaix, Le Ponthou, Saint-Jean-du-Doigt, Saint-Martin-des-Champs, Sainte-Sève, Taulé ;
- la communauté de communes du Pays de Landivisiau (19 communes, 404 km2, 33 066 habitants) :
  - Bodilis, Commana, Guiclan, Guimiliau, Lampaul-Guimiliau, Landivisiau, Loc-Eguiner, Locmélar, Plougar, Plougourvest, Plounéventer, Plouvorn, Plouzévédé, Saint-Derrien, Saint-Sauveur, Saint-Servais, Saint-Vougay, Sizun, Trézilidé ;
- la communauté de communes Haut-Léon Communauté, issue de la fusion le 1er janvier 2017 de deux anciennes communautés de communes (communauté de communes du Pays Léonard et communauté de communes de la Baie du Kernic) :
  - Saint-Pol-de-Léon, Cléder, Île-de-Batz, Lanhouarneau, Mespaul, Plouénan, Plouescat, Plougoulm, Plounévez-Lochrist, Roscoff, Santec, Sibiril, Tréflaouénan, Tréflez

Principales communes du pays (population 2017) :
- Morlaix : 14 559 habitants
- Landivisiau : 9 132 habitants
- Saint-Pol-de-Léon : 6 596 habitants
- Plouigneau : 5 083 habitants

### Historique
- 11 octobre 1999 : fondation du Pays (association)
- 27 décembre 2000 : création du conseil de développement
- 15 avril 2002 : création du groupement d'intérêt public (GIP)
- janvier 2002 : élaboration d'un pôle d'économie du patrimoine (PEP)
- 2006 : obtention du label Pays d’art et d’histoire (PAH)
- Années 2010 : devient un Pôle d'équilibre territorial et rural

### Actions
Le Syndicat mixte du Léon, qui regroupe les 33 communes des communautés de communes de l'ouest du Pays de Morlaix (hormis la communauté d'agglomération de Morlaix Communauté, qui dispose encore de son propre SCOT validé ; l'ancienne partie occidentale du Léon historique est couverte par des communautés aujourd'hui dans le pôle métropolitain du Pays de Brest), gère le schéma de cohérence territoriale (SCOT) et les programmes locaux de l'habitat (PLH). Il a défini plusieurs étapes.
- L'état des lieux, validé en mai 2005, pose les enjeux suivants :

1. Équilibre social de l’habitat
2. Développement économique
3. Environnement

- Le plan d'aménagement et de développement durable (PADD) s'articule autour de 9 thèmes :

1. Un développement équilibré de l’habitat
2. Complémentarité et mutualisation des équipements
3. Conforter la vocation agricole du Léon
4. Accompagner l’activité économique
5. Un tourisme complémentaire entre mer et monts d’Arrée
6. Transports et mobilité en cohérence avec l’aménagement du Pays
7. Un patrimoine facteur d’attractivité
8. Mettre en place la politique de l’eau
9. Gérer les risques et les nuisances

- Le document d’orientations générales (DOG), approuvé en 2008, classe les actions en 4 grandes thématiques :

1. Organiser et structurer le territoire
2. Renforcer le pôle urbain central
3. Maîtriser l’urbanisation
4. Assurer les conditions nécessaires à un cadre de vie de qualité

#### Autres
- Formations, service éducatif du patrimoine (pour tous les élèves)
- Édition (livrets), communication
- Centre d’interprétation de l’architecture et du patrimoine (CIAP)
- Expositions, conférences, visites guidées, animations
- Conseil de développement (composition 2019)

## Infos
- Superficie : 1 331 km2, soit 19,8 % du département du Finistère.
- Population : 128 782 habitants (2006), soit 14,6 % de la population du département.
- Densité : 92 hab/km2 (moyenne régionale : 109 hab/km2)
- 1 042 étudiants dans l'enseignement supérieur en septembre 2011.

### Économie
- Emplois salariés (au 31/12/2002) : 43 063
- 7 753 entreprises/établissements en activité
- Répartition par secteur économique (au 31/12/2002) :
  - Agriculture-pêche : 5,9 % (moyenne régionale : 2,7 %)
  - Industrie : 19,9 %, dont IAA : 56 % (moyenne régionale : 18,7 % dont IAA : 35,5 %)
  - Construction : 6,2 % (moyenne régionale : 6,3 %)
  - Tertiaire : 71 % dont emplois publics : 46,7 % (moyenne régionale : 72,3 %, dont emplois publics : 31,9 %)
- Taux de chômage (au 31/12/2004) : 8,2 % (moyenne régionale : 8 %)
- Revenu fiscal médian (2001) : 13 686 € (moyenne régionale : 14 336 €)
- % d’actifs résidents travaillant dans le pays (1999) : 87,7 %